# Округ Роуан (Северна Каролина)
Роуан (енгл. Rowan County) је округ у америчкој савезној држави Северна Каролина.

## Демографија
По попису из 2010. године број становника је 138.428, што је 8.088 (6,2%) становника више него 2000. године.
| Група             | 2000.           | 2010.           |
| Белци             | 101.859 (78,1%) | 101.986 (73,7%) |
| Афроамериканци    | 20.562 (15,8%)  | 22.392 (16,2%)  |
| Азијати           | 1.105 (0,8%)    | 1.386 (1,0%)    |
| Хиспаноамериканци | 5.369 (4,1%)    | 10.644 (7,7%)   |
| Укупно            | 130.340         | 138.428         |